# أحمد بن علي المنيني
شهاب الدين أبو النجاح أحمد المنيني أحمد بن علي بن عمر بن صالح بن أحمد بن سليمان بن ادريس بن إسماعيل بن يوسف ابن إبراهيم  الطرابلسي الأصل المنيني المولد، أديب من علماء دمشق، مولده في منين (من قراها) ومنشأه ووفاته في دمشق.

## نشأتة
ولد أحمد المنيني وأصله من إحدى قرى طرابلس، بقرية منين ليلة الجمعة ثاني عشر محرم سنة تسع وثمانين وألف، ولما بلغ سن التمييز قرأ القرآن العظيم ثم لما بلغ من السن ثلاثة عشر سنة قدم إلى دمشق، وقطن بحجرة داخل السميساطية عند أخيه الشيخ عبد الرحمن وكان له أخ آخر يقال له الشيخ عبد الملك ارتحل لبلاد الروم وصار مفتيا بأحد بلادها.وشغله أخوه الشيخ عبد الرحمن المذكور بقراءة بعض المقدمات كالسنوسية والجزرية والاجرومية وتصريف العزى على بعض المشايخ، وله رواية في الحديث عن والده عن قاضي الجن عبد الرحمن الصحأبي الجليل الملقب بشمهورش، فانه اجتمع به والده في حدود سنة ثلاث وسبعين وألف، وصافحه وآخاه وأمره بقراءة شيء من القرآن فقرأه وهو يسمع فلما أتم قراءته، قال له هكذا قرأه علينا النبي صلى الله عليه وسلم بين الأبطح ومكة وتكرر اجتماعه به بعد ذلك وقد توفي شمهورش المذكور في سنة تسع وعشرين ومائة وألف، وأخبر بوفاته الاستاذ الشيخ عبد الغني النابلسي ووافق تاريخ وفاته فقد الجني شمهورش، ثم ان المترجم طلب العلم بعد أن تأهل له، فقرأ على سادات أجلاء ذكرهم في ثبة منهم، الشيخ أبو المواهب الحنبلي المفتي وولده الشيخ عبد الجليلي وجل أنتفاعه عليه والشيخ محمد الكامل والشيخ الياس الكردي نزيل دمشق والاستاذ العارف الشيخ عبد الغني النابلسي والشيخ يونس المصري نزيل دمشق والشيخ عبد الرحيم الكاملي نزيل دمشق والشيخ عبد الرحمن المعروف بالمجلد والشيخ عبد القادر التغلبي المجلد والشيخ عبد الله العجلوني والشيخ عثمان الشهير بالشمعة والشهاب أحمد الغزي العامري والشيخ نور الدين الدسوقي والشيخ الصالح محب الدين ابن شكر وأخذ عن علماء الحجاز، كالامام عبد الله بن سالم المكي البصري والشيخ أحمد النخلي المكي والشيخ محمد البصير الإسكندري المكي والشيخ عبد الكريم الخليفتي العباسي والشيخ أبي الطاهر الكوراني المدني والشيخ علي المنصوري لصراي نزيل القسطنطينية وعلامة الروم المولى سليمان بن أحمد رئيس الوعاظ بدار السلطنة العلية وأخذ عن الشيخ محمد الحليلي القدسي والشيخ محمد شمس الدين الرملي وأخذ طريق السادة النقشبندية مع بعض العلوم عن الجد الشيخ مراد البخاري الحسيني الحنفي وطريق الخلوتية عن الشيخ حسن المرجاني البقاعي الحلوتي الشهير بالطباخ وطريق القادرية عن الشيخ السيد يسن الحموي القادري الكيلاني ومهر وفضل وطهر كالشمس في رابعة النهار ونشرت تلاميذه وقرأ عليه الوالد حصة من العلوم وأخذ عنه الحديث وغيره واجازه بسائر مروياته وأسانيده وتزوج وكان يوده ويحبه.

## مؤلفاته
ومن تآليفه نحو ألف ومائتي بيت من كامل الرجز نظم بها انموذج اللبيب في خصائص الحبيب وشرحها فتح القريب 
- شرح رسالة العلامة قاسم بن قطلوبغا في اصول الفقه.
- شرح تاريخ لعتبي في نحو أربعين كراسا للغة في رحلة الرومية بطلب من مفتي الدولة العثمانية في ذلك الوقت وهو كتاب مفيد وشرح بشروح كثيرة لكن هو استوفى الجميع وزاد عليها زيادات حسنة.
- النسمات السحرية في مدح خير البرية وهي تسع وعشرون قصيدة على الحروف المعجمة.
- القول المرغوب في قوله تعالى فهب لي من لدنك وليا يرثني ويرث من آل يعقوب.
- العقد المنظم في قوله تعالى واذكر في الكتاب مريم.
- تفح المنان شرح القصيدة الموسومة بوسيلة الفوز والامان في مدح صاحب الزمان وهو المهدي
- القول الموجز في حل الملغز.
- بلغة المحتاج لمعرفة مناسك الحاج لخص فيه منسك الشيخ عبد الرحمن العمادي مع الزيادة الحسنة.
- مطلع النيرين في اثبات النجاة والدرجات لوالد سيد الكونين.
- الاعلام في فضائل الشام ومنها الفرائد السنية في الفوائد النحوية.
- اضاءة الدراري في شرح صحيح البخاري وصل فيه إلى كتاب الصلاة ولم يكمله.
- وله غير ذلك من الرسائل وجمع للوزير الفاضل عثمان باشا الشهير بأبي طوق والي دمشق.[3]
- وأمير الحج كتاب السبعة أبحر في اللغة للامام الجليل مير علي شيرنوأبي ونقله من السواد إلى البياض من مسودة المؤلف وحسنه وجعل له خطبة من انشائه

ودرس بالجامع الاموي بشرق المقصورة، بأمر من شيخه الشيخ أبي المواهب مفتي الحنابلة، لما توفي ولده الشيخ عبد الجليل فاستقام إلى أن توفي الشيخ أبو المواهب فبعد وفاته درس بحجرته داخل مدرسة السميساطية إلى أن توجه عليه تدريس العادلية الكبرى فأنتقل اليها ودرس بها وأقام على الإفادة في المدرسة المذكورة والجامع الاموي مدة عمره، فدرس بالجامع المذكور في يوم الأربعاء في البيضأوي وفي يوم الجمعة بعد صلاتها صحيح البخاري وبين العشائين في بعض العلوم وأنتفع منه خلق كثير وتزاحمت عليه الأفاضل من الطلاب وكثر نفعه واشتهر فضله وعقدت عليه خناصر الأنام، مع تواضع ما سق لغيره في عصره وحسن المجانسة ودماثة الاخلاق وغزارة الفضل والمطارحة اللطيفة ورحل إلى دار الخلافة مرتين وكان ابناؤها يحترمونه وله هناك شهرة بسبب شرحه على تاريخ العتبي المقدم ذكره.
ورحل إلى الحج مرة وأعطى رتبة السليمانية المتعارفة بين الموالي وصارت عليه تولية السميساطية والعمرية وآخرًا صار له قضاء قارا وأحدث له في الجامع الأموي عشرون عثمانيا وربط عليه خطابة في الجامع المذكور وصار بينه وبين الخطيب محمد سعيد بن أحمد المجانسي المجادلة في ذلك والشقاق وشاعت في وقتها ثم استقر الأمر عليها بعد علاج كثير وقد ترجم المترجم تلميذه الشيخ سعيد السمان في كتابه وقال: في وصفه
(شيخ العلم وفتاه ومن بوجوده ازدان الفضل وتاه أشرق بدرا من افق الهدى تقتبس أنواره وأصبح وهو لمعصم العلى دملجه وسواره فاكتحل به انسان الكمال وتعلقت بذيله من أولى الفضائل الآمال وانقلب به الدهر كله حسنات محمود العواقب في الحركات والسكنات تنهل أساريره بشرا وننفح أردانه نشرا بذكاء لو كان لذكا لما غيرها الأصيل وأصل في باذخ المجد أصيل وخلق يعلم الحلم الإناءة وشيمة تقابل بالحسنة الإساءة فكم من مغفل فضل أعلمه وكم من مستفيد علم علمه فممن عارفه الا هو أبو عذرتها ولا نادرة الا هو مرهف شفرتها فإذا خاض في مشكل تحقيق حصحص الحق وإذا ابتدر مبحث تدقيق حاز السبق واستحق وإذا ارتقى المنبر سجد له كل مصقع وما تكبر وأما الأدب فهو روضة ذات أفنان الآتي من بدائعه ببدائع أفنان فأساليبه فيه حسنة الانطباع تسوغها الأسماع والطباع وحسبك بمن تأهل للكمالات واعتد من قبل غصن شبيبته يمتد ففاق ببيانه ولسانه وابتهج طرف المعارف بانسانه وتزينة صفحات المهارق بتحريره والتقطت فرائد الفوائد من تقريره وأذعنت لمؤلفاته الصناديد وأودعتها الصدور اشفاقا عليها من التبديد وكان دخل الروم فتطوقت منه بعقد الثريا واقتدحت من أفكاره زندا وريا فتلقته رؤساء أعيانها وأحلته منها بسواد أعيانها واقترحت عليه فأجاب بما هو كالصبح المنجاب وقصارى الأمر أنه الفرد الذي عليه المعول والمظهر بمعاني بيانه أسرار الأطول والمطول وهو حدقت عين أساتذتي الذي تحرجت عليه وحبوت للأفادة بين يديه وعطرت أوقاتي بأنفاسه واقتبست نور الأماني من نبراسه وتفيات ظل رعايته عمرا ولم أعص له نهيا ولا أمرا ولي في كل لحظة دعوات أرجو لها الإجابة وتوسلات مقرونة بالضراعة والإنابة الا يعتري زهرة أيامه ذبول ولم يبرح لابسا من العمر بردا ضافي الذيول فقد أحلني مكان بنيه ومن يحتوي عليه ويدنيه وهاك من آثاره ما هو أشهى للعيون من الوسن وأفتن للمشجون من الوجه الحسن أنتهى مقاله وكان جدي الشيخ مراد المذكور آنفا أجل أخصائه ومريديه أخو صاحب الترجمة الشيخ عبد الرحمن المنيني وكان قائما في أمور جدي بالخدمة وغيرها حتى لما بنى المدرسة المعروفة به في سنة ثمان ومائة وألف جعله ناظرا على العمالين والصناع بها وجعله على أوقافها كاتبا وأمين الكتب وغير ذلك من الوظائف وهي الآن على أولادهم وكذلك جدي والد والدي ووالدي بعده لم يزل كل منهما قائما باحترام صاحب الترجمة كما سبق إلى أن مات).
وله شعر كثير حسن بديع فمن ذلك قوله من قصيدة مدح بها المولى أسعد مفتي الديار العثمانية:
| تذكر والذكر يجد قديمها          | سطور عهود قد تعفت رسومها      |
| فهب به التهيام يسترشد السها     | م إلى ابن امت بالعقائل كومها  |
| الا في سبيل الحب قلب كأنه       | غداة ناؤا وحشية ضل ريمها      |
| سروا عنقا في ليلة مدلهمة        | تخيلت ان النائبات نجومها      |
| فصرت أرى الأيام تقصر بعدهم      | خطاها كأن قد قيدتها همومها    |
| إلى الله ما بي من بقايا صبابة   | فكادت إذا شبت يبين كظيمها     |
| فمن خلدي لم يبق الا نسيسه       | ومن مقلة لم يبق الا سجومها    |
| ومن شبح لم يبق الا ذمأوه        | ومن أعظم لم يبق الا رسومها    |
| ولما تلاقيا وللعين أعين         | أشد من الهندي فبنا سقيمها     |
| فأيقنت أن لا حتف الا لوامق      | يخال التداني فرصة يستديمها    |
| هنالك من باع الفضائل حلمه       | لعمر العلي بالخرق فهو حليمها  |
| وكم لي من ليلى أمطت به المكري   | أراعي نجوما راع قلبي رجومها   |
| تحجب عني الفجر حتى كأنه         | سريرة صب لم يزعها كتومها      |
| فبت أراعي النجم فيه وعزمتي      | تشب كنار قد نحاها كليمها      |
| سأضرب وجه الأرض لا أنتحي به     | من المجد الا ما أنتحته قرومها |
| إلى أن أعاف البدن وهي لواغب     | وأترك غيطان الفيافي تلومها    |
| وأبصر غيلان المنايا تنوشني      | بها الواري أوطار نفسي ترومها  |
| فمن لم يكن ذا همة دونها السها   | فسوف تلاقي نفسه ما يضميها     |
| لعل النجيات الجياد إذا طوت      | من البيد ما لا يطويه نسيمها   |
| يجوب بنا بيد أيضل بها القطا     | إلى أسعد المولى الهمام رسيمها |
| إلى ماجد لم يبرح الدهر واهبا    | رغائب لم يسمح بهن يميمها      |
| يكتم مهما اسطاع جدواه للورى     | وكيف صرار المسك يخفي شميمها   |
| ولا عيب فيه غير أن نواله        | إذا ضنت الانواء فهو سجومها    |
| على الخير مقطور بغير تكلف       | سجية طبع عطر الكون خيمها      |
| ومن لي بأن أرجي المطي على الدجى | وتدنو بالآمال مني حلومها      |
| لدار هي الدنيا وشهم هو الورى    | وجود هو الانواء سحت غيومها    |
| فما روضة غناء جاد نبالها        | من المغدق الهطال جود يرومها   |
| توالى على أرجائها غير ضائر      | وأمرع ما بين الرياض هشيمها    |
| وظل يباري المندلي عرارها        | ويزهو لعين الناظرين جميمها    |
| كأني قد أسقيتها من محاجري       | حياء سقاها من عيوني عميمها    |
| باندي يدا منه وأبسط راحة        | تمادي على مر الزمان نعيمها    |
| وكم من يد بيضاء من شام نورها    | يقل عاد للدنيا عيانا كليمها   |
| أعد نظرا في وجهه تر بهجة        | هي الشمس لا يسطيع طرف يشيمها  |

وله غير ذلك من الأشعار الرائقة والنثر البديع وكأنت وفاته في يوم السبت تاسع عشر جمادي الثانية سنة اثنين وسبعين ومائة وألف ودفن بتربة مرج الدحداح والمنيني نسبة إلى قرية منين من قرى دمشق ولد بها هو ونشأ وأصله من برقائيل بكسر الباء الموحدة وسكون الراء بعدها وقاف ثم ألف ثم ياء مثناة تحتية مكسورة ثم لام قرية من أعمال طرابلس الشام كان والده ولد في برقائيل المذكورة في سنة ثمان وعشرين وألف ثم ارتحل وسنه إحدى عشرة سنة إلى دمشق الشام وتوطن بصالحيتها واشتغل بطلب العلم على جماعة منهم العلامة الشيخ محمد البلباني الصالحي والشيخ علي القبردي الصالحي وتفقه على مذهب الامام الشافعي ثم ارتحل إلى قرية منين المذكورة في سنة ست وأربعين وألف وكان مرجعا لأهل تلك القرية وغيرها بالفرائض وتوفي بالقرية المزبورة في سنة ثمان ومائة وألف ودفن بها.